# Ferdinandea
Koordinaten: 37° 10′ N, 12° 43′ O
Ferdinandea (Nerita), auch Isola Ferdinandea genannt, war eine am 10. Juli 1831 erstmals gesichtete, durch einen vulkanischen Ausbruch entstandene, aber bald darauf wieder verschwundene Insel im Mittelmeer. Sie ist der Krater des submarinen Förstner-Vulkans und liegt rund 60 km von der Südwestküste Siziliens entfernt, zwischen der Insel Pantelleria und der sizilianischen Stadt Sciacca, am Rande eines urzeitlichen Flusses, der ins westliche Mittelmeerbecken floss. Ferdinandea lag an einer schon vorher durch vulkanische Erscheinungen ausgezeichneten Stelle. Die Insel erhielt gleich sieben Namen, weil verschiedene Länder darauf Anspruch erhoben: Ferdinandea, Sciacca, Nertita, Corrao, Hotham, Julia und Graham. Nach neueren Untersuchungen ist der heutige Unterwasservulkan dieser einstigen Insel Teil eines unterseeischen Vulkanmassivs, auf dem sich auch etwas weiter östlich der Unterwasservulkan Empedocles befindet.

## Geschichte
Am 8. Juli 1831 beobachtete Francesco Trefiletti als Erster den beginnenden Vulkanausbruch aus nächster Nähe. Später wurden Rauch, Asche und Schlacken ausgestoßen, und es bildete sich, vor den Augen des deutschen Geologen und Vulkanologen Friedrich Hoffmann (1797–1836) und von Constant Prévost, eine kleine Insel mit wallartigem Kraterrand. Hoffmann näherte sich der Insel am 24. Juli. Die Insel erreichte zum Ende der Aktivitäten im August einen Umfang von 5000 Metern und eine maximale Höhe von 63 Metern.
Bis zum Ende der Eruption waren Forschungsexpeditionen verschiedener europäischer Staaten an der Insel angekommen. Hoffmann taufte sie nach König Ferdinand II. Formell in Besitz genommen wurde die Vulkaninsel aber auch am 3. August 1831 vom britischen Kapitän Senhouse, der die Insel Graham Island taufte. Dadurch drohte sie zum Zankapfel zwischen London und Neapel zu werden. Am 19. August 1831 kreuzte der britische Vizeadmiral und Gouverneur der britischen Kolonie Malta, Sir Henry Hotham, mit mehreren Kriegsschiffen vor der Vulkaninsel und schickte einen britischen Forschertrupp unter Leitung von George Walter Smythe auf die Nordostseite der Insel. Auch Frankreich mischte sich in die Streitigkeiten ein und benannte die Insel Julia, da sie an einem Julitag entstand. Auch zahlreiche Touristen suchten die geologische Attraktion an Bord von gecharterten Fischerbooten auf. Da die Insel jedoch nur aus losem Material ohne verbindende Lava aufgebaut war, begannen die Wellen bald ihr Zerstörungswerk, nachdem im August 1831 die Eruptionen zurückgegangen waren.
Schon im Dezember des Jahres verschwand die Insel wieder unter dem Meeresspiegel infolge der Brandung, und der vorhandene unterseeische Kegel verflachte sich, hielt sich aber als Untiefe. Um 1888 waren es ca. fünf Meter, später etwa sechs bis acht Meter Wassertiefe.
Die Insel spielte weiter keine Rolle, bis sie 1986 von einem patrouillierenden US-amerikanischen Bomber während der Operation El Dorado Canyon irrtümlich für ein libysches U-Boot gehalten und mit Wasserbomben beworfen wurde.
2002 wurden verstärkte seismische Tätigkeiten rund um Ferdinandea registriert, die zu der Vermutung eines möglichen erneuten Ausbruchs des Vulkans führten. Um möglichen erneuten Streitigkeiten vorzubeugen, installierten italienische Taucher ein großes Schild auf der Spitze des Seevulkans, das den italienischen Anspruch untermauern soll. Bis Anfang 2005 jedoch kam es zu keinen weiteren Eruptionen.

## Bilder vom 6. August 1831

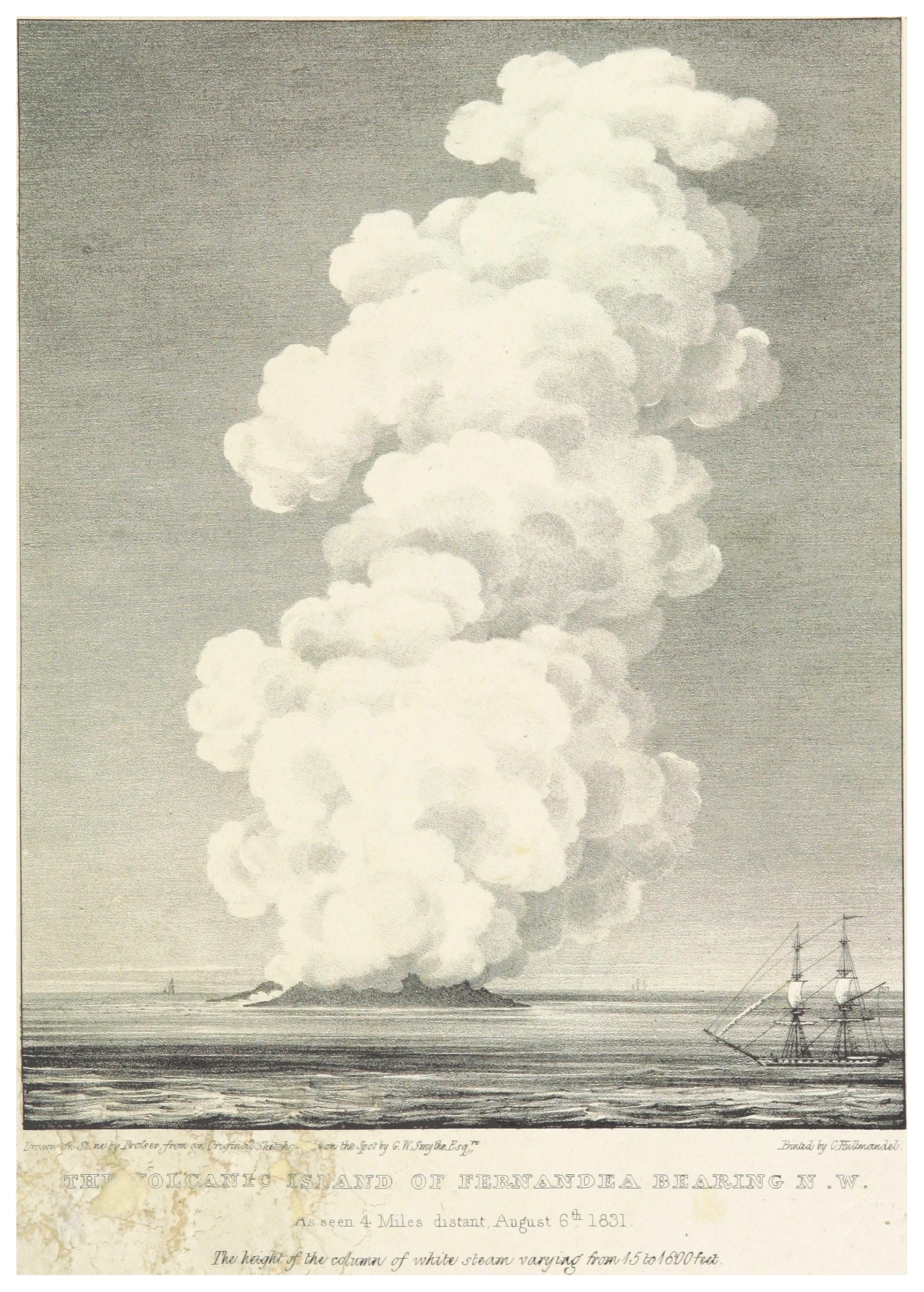
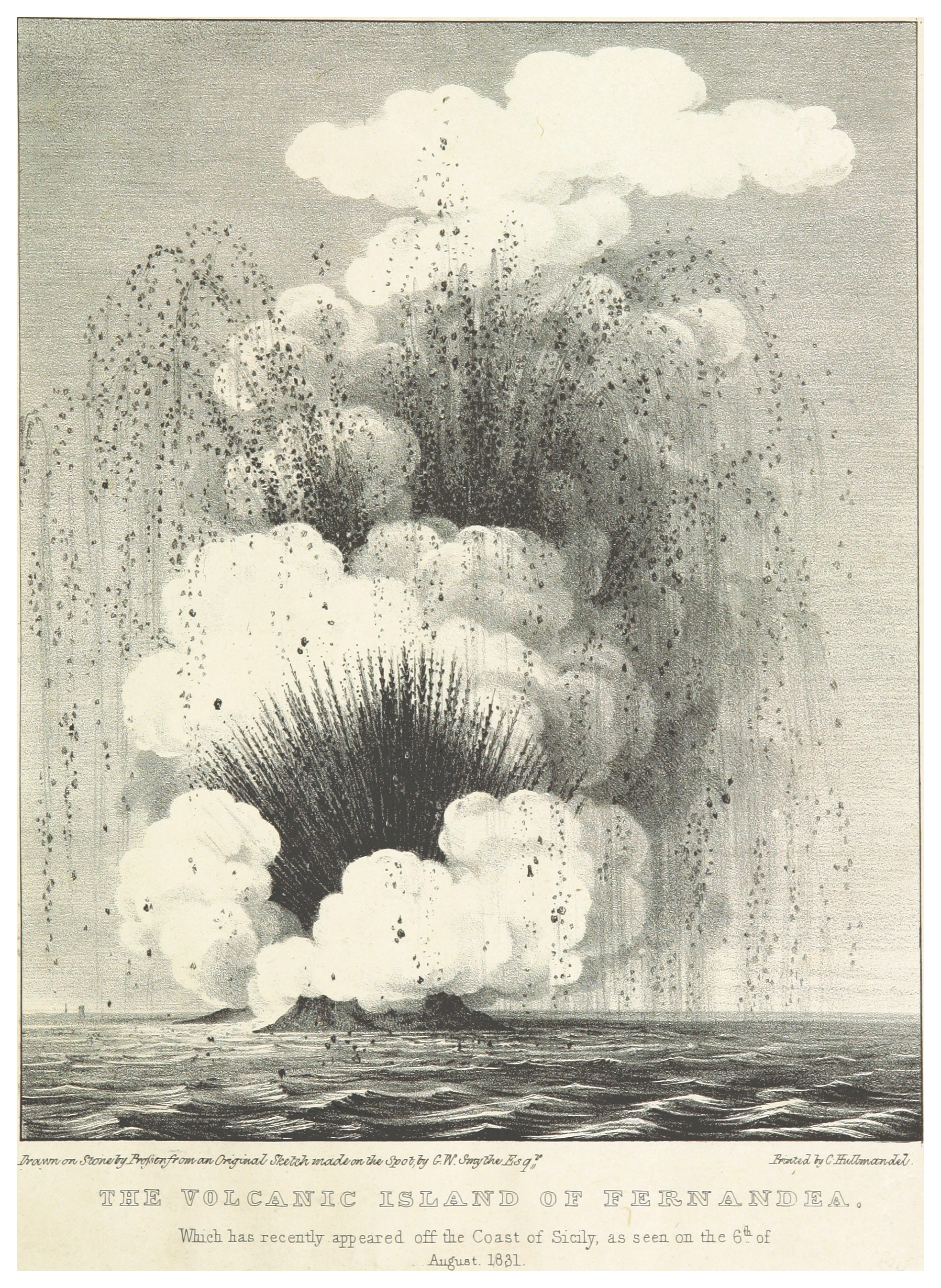
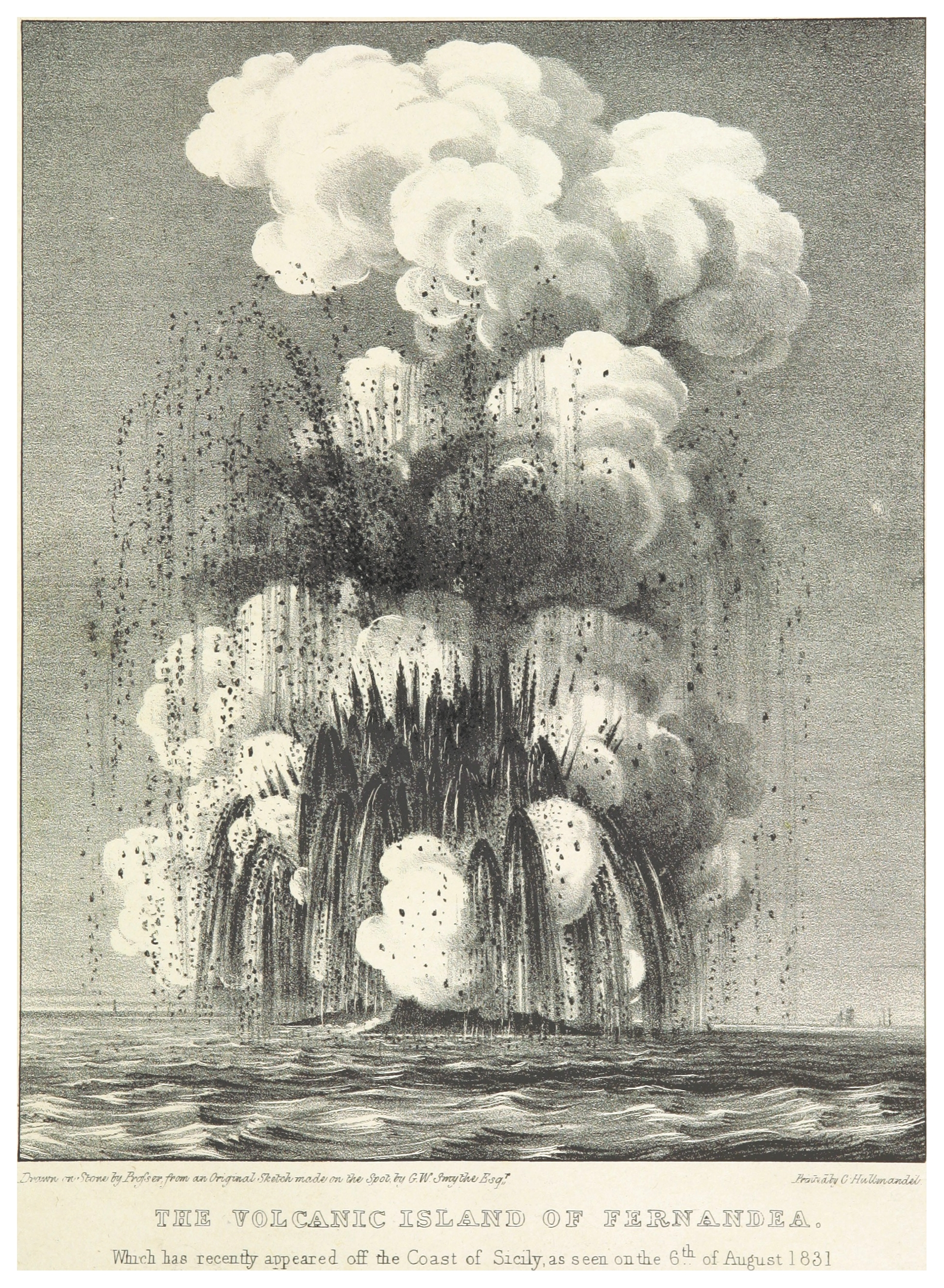
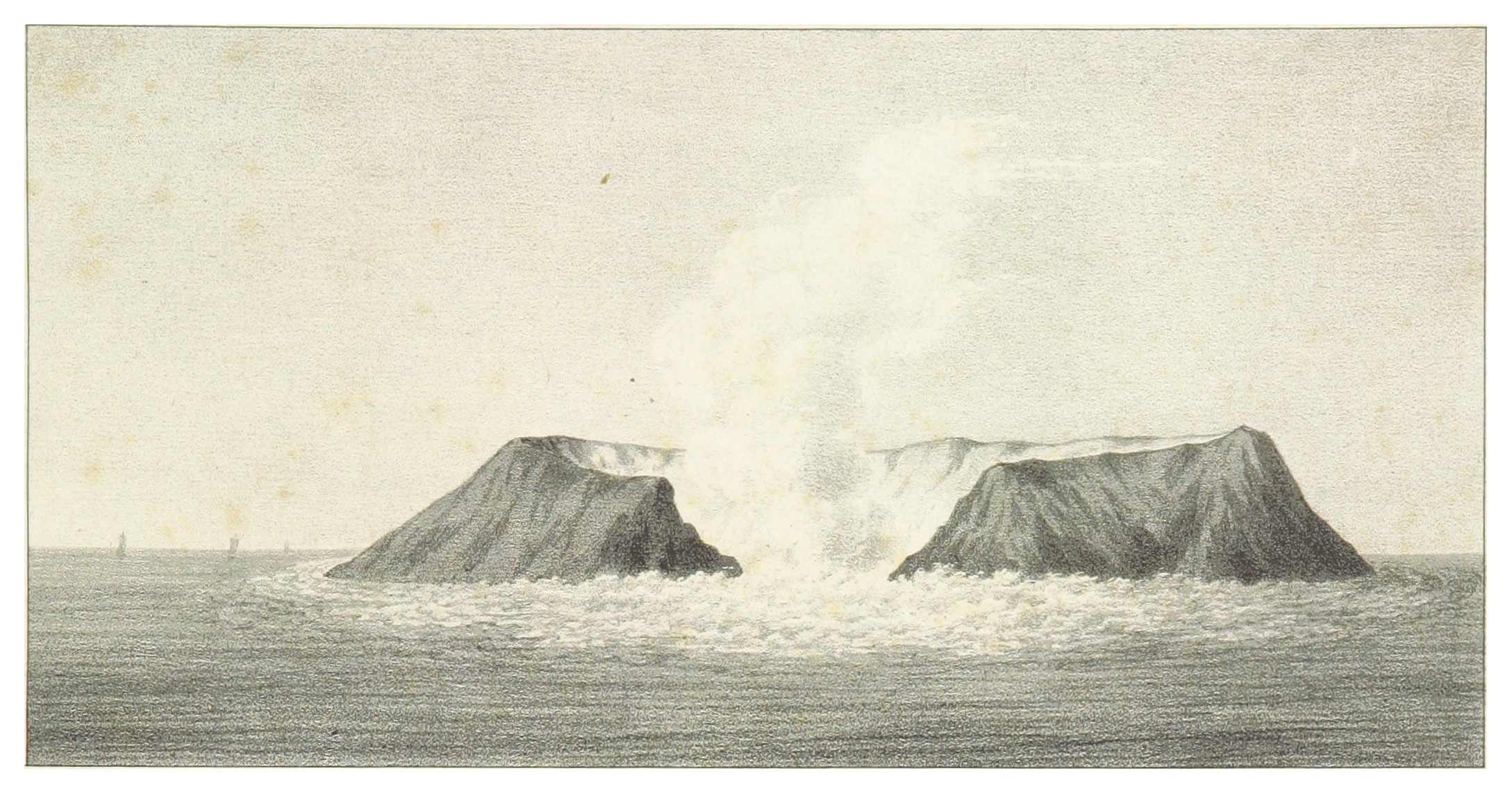
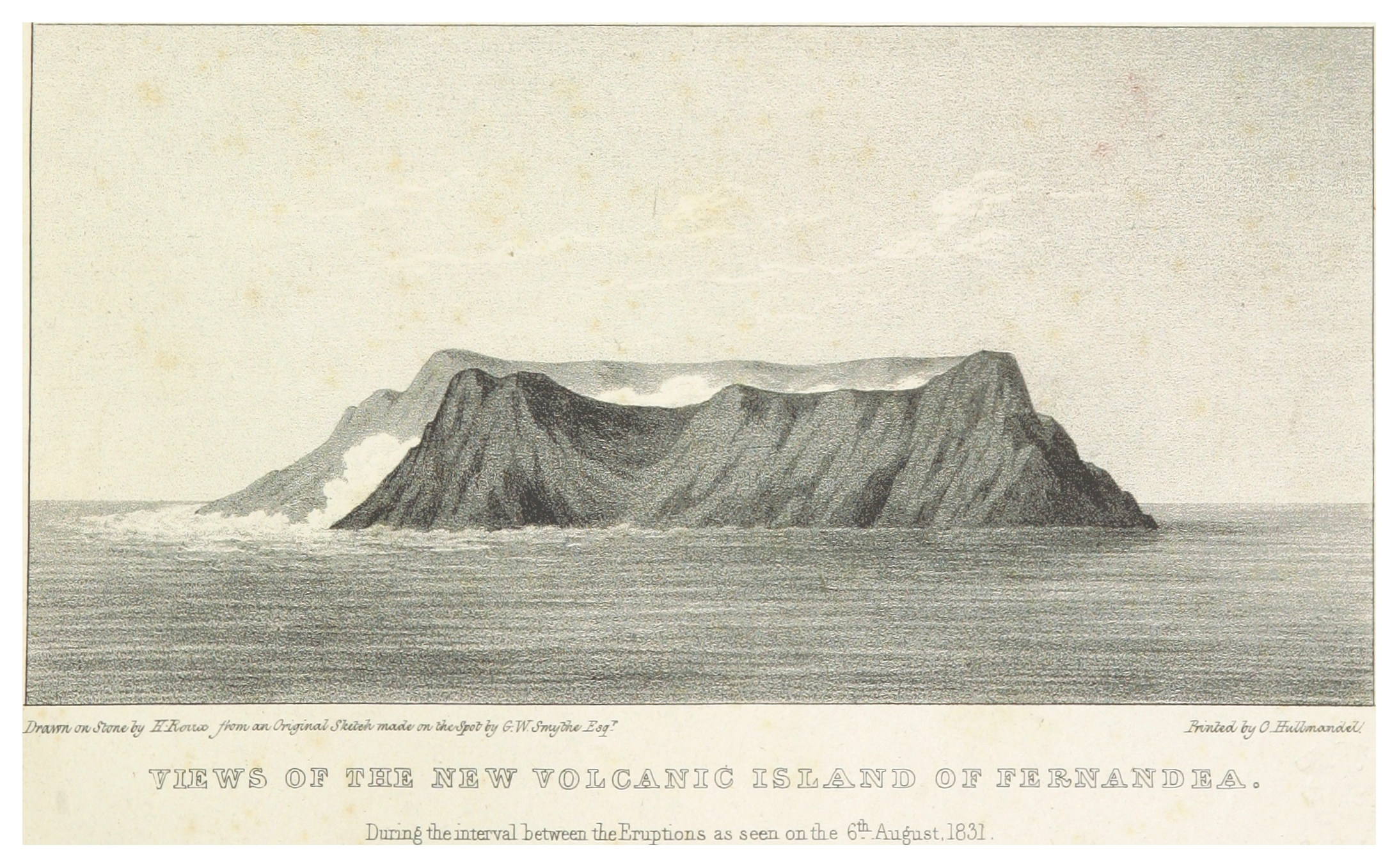

## Trivia
In dem Roman Meister Antifers wunderbare Abenteuer des französischen Schriftstellers Jules Verne wurde in der kurzen Zeit, in der sich die Insel über den Meeresspiegel erhob, dort ein Schatz vergraben.